# Xenosoma porgonum
Xenosoma porgonum là một loài bướm đêm thuộc phân họ Arctiinae, họ Erebidae.